# Jean de Kazan
Jean de Kazan (Иоанн Казанский) né à une date inconnue à Nijni Novgorod et mort le 24 janvier 1529 (dans le calendrier julien) à Kazan est un saint martyr russe, fêté le 24 janvier dans le calendrier julien ou le 5 février dans le calendrier grégorien. 

## Hagiographie
Son hagiographie est basée sur La Vie de Jean de Kazan écrite au XVIe siècle pas plus tôt que dans les années 1550.

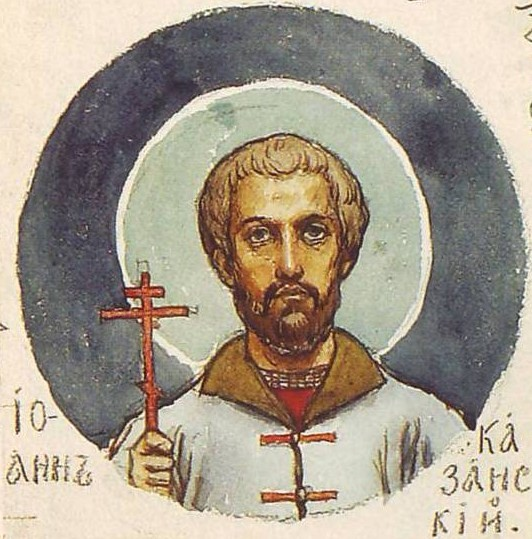
Viktor Vasnetsov, Jean de Kazan, aquarelle, pour une fresque de la cathédrale Saint-Vladimir de Kiev (1890), galerie Tretiakov.

Selon les recherches de l'historienne R.P. Dmitrieva, « quelques détails naturalistes de la description de la mort du martyr rappellent le récit À propos de la présentation du starets Antoine de Galitch (О преставлении старца Антония Галичанина»). Elle rappelle aussi une hagiographie intitulée La Légende du grand et glorieux faiseur de miracles de la ville de Kazan.
En 2006, l'éparchie de Kazan publie à l'initiative des sœuгs du monastère de la Dormition-Zilantov une brochure intitulée Le Saint Martyr Jean de Kazan («Святый мученик Иоанн Казанский»), où sont publiées de manière inédite l'acathiste et la vie du martyr Jean,.

## Vie

### Origine, vie à Kazan
Jean de Kazan est originaire de Nijni Novgorod. Sous le règne du prince de Moscou, Vassili III (en 1503, comme il est traditionnellement indiqué), les Tatars de Kazan s'emparent de Nijni Novgorod. Un grand nombre d'habitants sont faits prisonniers et déportés à Kazan, parmi eux un adolescent pieux, ayant reçu une parfaite éducation auprès de précepteurs, Jean. Il devient le domestique de l'oncle du khan, le prince Aleï-Chpour (ou Aleï-Choukouria). Jean est décrit comme « jeune, roux, avec une petite barbe fine »
« Jean remplit avec diligence les devoirs qui lui sont assignés et endure patiemment la servitude, malgré toutes les moqueries dont les musulmans l'accablent. Confiant dans la miséricorde de Dieu, il passe ses soirées en prière ».

### Мartyre
Le prince Aleï-Chpour qui apprécie fort son domestique lui demande de se convertir à l'islam par amitié pour lui, mais le jeune homme lui répond qu'il confesse la foi au Seigneur Jésus-Christ. Aucune caresse ou menace ne font changer d'avis Jean.  

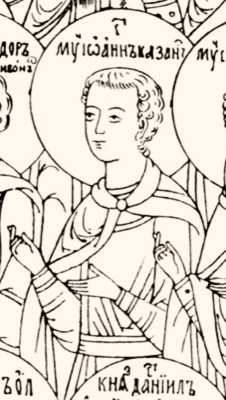
Jean de Kazan, dessin pour une icône de 1814.

Jean de Kazan est donc emmené par des soldats hors de la ville, les mains attachés, vers une montagne voisine. Là, il est censé avoir la tête coupée. Jean reçoit des tortures en attendant, a l'estomac percé par une épée. Finalement, les tortionnaires décident de lui couper la tête, mais le coup ne porte pas complètement et il est laissé pour mort dans la neige. Il ne meurt qu'à l'approche de la nuit.
Le corps du martyr est secrètement enterré au cimetière russe en dehors de la ville.

## Canonisation et vénération

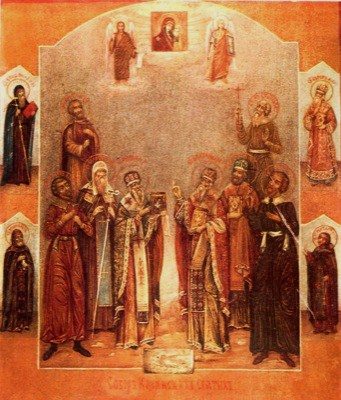
Icône des « saints de Kazan » (saints Gouri, Barsanuphe, Hermogène, Germain, Pierre et Jean de Kazan, Abraham de Bulgarie de la Volga, Étienne de Kazan) (début du XXe siècle).

En 1592, le premier métropolite de Kazan, Hermogène, envoie une lettre au patriarche Job de Moscou, dans laquelle il fait part « qu'il n'y a pas de commémoration spéciale des soldats orthodoxes qui ont sacrifié leur vie pour la foi et la patrie près de Kazan, et demande d'établir un jour de souvenir spécifique. En même temps, il rapporte trois martyrs qui ont souffert à Kazan pour l'orthodoxie, dont l'un était russe, nommé Jean (Jean le Nouveau), originaire de Nijni Novgorod, prisonnier des Tatars, et deux autres, Étienne et Pierre, Tatars nouvellement convertis qui ont subi la mort pour la foi, de la part de leurs anciens coreligionnaires. Saint Hermogène regrette que ces martyrs n'aient pas été inscrits dans le synodique lu dans la semaine du Triomphe de l'Orthodoxie, et que la mémoire éternelle ne leur ait pas été chantée. »
Dans sa réponse, le patriarche Job envoie son décret inscrivant les soldats orthodoxes tués devant Kazan et ses environs à la panikhide du samedi après la fête de la Protection de la Mère de Dieu. Finalement leur martyre est reconnu et leur fête fixée au 24 janvier par le patriarche Hermogène.